# Giải thưởng Âm nhạc Châu Á Mnet 2015
Giải thưởng Âm nhạc Châu Á Mnet 2015 được tổ chức vào ngày 2 tháng 12 năm 2015 tại AsiaWorld-Expo ở Hong Kong. Đây là lần thứ sáu liên tiếp Mnet Asian Music Awards tổ chức ở ngoài Hàn Quốc.

## Biểu diễn

### Thảm đỏ
| Nghệ sĩ   | Ca khúc             |
| --------- | ------------------- |
| Monsta X  | "Trespass", "Hero"  |
| Seventeen | "Adore U"           |
| GOT7      | "Girls Girls Girls" |

### Chương trình chính
| Nghệ sĩ                           | Ca khúc                                                    |
| --------------------------------- | ---------------------------------------------------------- |
| Taeyeon                           | "I"                                                        |
| GOT7                              | "If You Do"                                                |
| BTS                               | "Run"                                                      |
| iKON                              | "Apology", "Anthem", "Rhythm Ta"                           |
| Kevin Oh                          | "Fix You"                                                  |
| Yezi & Lil Boi                    | "Watch Your Mouth + PICKED"                                |
| Truedy & Basick                   | "BANDZ UP + GXNZI"                                         |
| Yezi, Truedy, Basick, and Lil Boi | "Don't Stop"                                               |
| Jessi                             | "Ssenunni"                                                 |
| Hyuna                             | "Roll Deep", "Red"                                         |
| San E                             | "Do It For Fun"                                            |
| Thái Y Lâm                        | "Play"                                                     |
| Monsta X                          | "Trespass"                                                 |
| Seventeen                         | "Mansae"                                                   |
| Park Jin-young                    | "24 hours", "Who's Your Mama", "Elevator", "Honey"         |
| CL                                | "The Baddest Female", "Hello Bitches"                      |
| 2NE1                              | "Fire", "I Am The Best"                                    |
| EXO                               | "Call Me Baby", "Lightsaber", "Drop That", "Love Me Right" |
| SHINee                            | "Savior", "View"                                           |
| BIGBANG                           | "Loser", "Bae Bae", "Bang Bang Bang"                       |
| f(x)                              | "4 Walls"                                                  |
| Pet Shop Boys                     | "Go West", "Always on My Mind"                             |
| Pet Shop Boys Ft. f(x)            | "What Have I Done To Deserve This", "Vocal"                |
| PSY                               | "Napal Baji", "Daddy", "Gangnam Style"                     |

## Giải thưởng
Người thắng giải được liệt kê đầu tiên và được tô đậm.

### Giải chính
| Nghệ sĩ của năm (daesang) | Album của năm (daesang) |
| --- | --- |
| - Big Bang - Exo - Zion.T - Shinee - Girls' Generation                                                                                   | - Exo - Exodus - Big Bang – Made - BTS – The Most Beautiful Moment in Life, Pt. 1 - Shinee – Odd - Super Junior – Devil                                       |
| Bài hát của năm (daesang) | Video âm nhạc xuất sắc nhất |
| - Big Bang – "Bang Bang Bang" - Exo – "Call Me Baby" - Zion.T – "Eat" - Park Jin-young – "Who's Your Mama?" - Taeyeon – "I"              | - Big Bang – "Bae Bae" - f(x) – "4 Walls" - Shinee – "Married to the Music" - Wonder Girls – "I Feel You" - Infinite – "Bad"                                  |
| Nam nghệ sĩ xuất sắc nhất | Nữ nghệ sĩ xuất sắc nhất |
| - Park Jin Young - Zion.T - Kyuhyun - Jung Yong Hwa - Jonghyun                                                                           | - Taeyeon - BoA - IU - Ailee - Hyuna |
| Nhóm nhạc nam xuất sắc nhất | Nhóm nhạc nữ xuất sắc nhất |
| - EXO - BIGBANG - BTS - SHINee - Super Junior - Shinhwa                                                                                  | - Girls' Generation - AOA - Apink - Miss A - Sistar - Wonder Girls                                                                                            |
| Màn biểu diễn vũ đạo xuất sắc nhất - Nhóm nhạc nam                                                                                       | Màn biểu diễn vũ đạo xuất sắc nhất - Nhóm nhạc nữ |
| - SHINee - "View" - BIGBANG - "Bang Bang Bang" - EXO - "Call Me Baby" - Got7 - "If You Do" - VIXX - "Love Equation" - Infinite - "Bad"   | - Red Velvet - "Ice Cream Cake" - AOA - "Heart Attack" - EXID - "Ah Yeah" - Girl's Day - "Ring My Bell" - Sistar - "Shake It" - 4Minute - "Crazy"             |
| Màn biểu diễn vũ đạo xuất sắc nhất - Solo                                                                                                | Màn kết hợp/Nhóm nhỏ xuất sắc nhất |
| - Hyuna - "Roll Deep" - Ga In - "Paradise Lost" - Niel - "Lovekiller" - Park Jin Young - "Who's Your Mama?" - Amber - "Shake that Brass" | - Zion.T & Crush - "Just" - Block B Bastarz - "Zero for Conduct" - VIXX LR - "Beautiful Liar" - Soyou & Kwon Jung Yeol - "Lean on Me" - Infinite H - "Pretty" |
| Ca sĩ có giọng hát hay nhất - Nam | Ca sĩ có giọng hát hay nhất - Nữ |
| - Zion.T - "Eat" - SG Wannabe - "Love You" - Kyuhyun - "At Gwanghwamun" - Im Chang Jung - "Love Again" - Huh Gak - "Snow of April"       | - Ailee - "Mind Your Own Business" - Davichi - "Cry Again" - Mamamoo - "Um Oh Ah Yeh" - Baek A-yeon - "Shouldn't Have" - Taeyeon - "I"                        |
| Nhóm nhạc trình diễn xuất sắc nhất | Màn trình diễn rap xuất sắc nhất |
| - CNBLUE - "Cinderella" - F.T. Island - "Pray" - Nell - "Green Nocturne" - JJY Band - "OMG" - Hyukoh - "Comes and Goes"                  | - San E - "Me You" - Gary - "Get Some Air" - Dok2 - "Me" - Mad Clown - "Fire" - Jay Park - "Mommae"                                                           |
| Nghệ sĩ mới xuất sắc nhất - Nam | Nghệ sĩ mới xuất sắc nhất - Nữ |
| - iKON - N.Flying - Monsta X - Seventeen - UP10TION                                                                                      | - Twice - CLC - Lovelyz - GFriend - Oh My Girl |

### Giải đặc biệt
| iQiYi - Nghệ sĩ yêu thích toàn cầu                                            | Nghệ sĩ châu Á xuất sắc nhất |
| ----------------------------------------------------------------------------- | --- |
| - BIGBANG                                                                     | - Thái Y Lâm (Đài Loan) - Potato (Thái Lan) - RAN (Indonesia) - Stefanie Sun (Singapore) - AKB48 (Nhật Bản) - Đông Nhi (Việt Nam) |
| Sina Weibo Nam nghệ sĩ được Người hâm mộ toàn cầu bình chọn                   | Sina Weibo Nữ nghệ sĩ được Người hâm mộ toàn cầu bình chọn                                                                        |
| - EXO                                                                         | - f(x) |
| Nhà sản xuất xuất sắc nhất                                                    | Kỹ sư thu âm xuất sắc |
| - Park Jin-young (Hàn Quốc) - Phúc Bồ (Việt Nam) - Gao Xiaosong (Trung Quốc)  | - Ko, Hyun-jong (Hàn Quốc) - Lupo Groinig (Trung Quốc) - Yoshinori Nakayama (Nhật Bản)                                            |
| Best Live Entertainment                                                       | Giải cảm hứng toàn cầu |
| - In Jae-jin (Hàn Quốc) - Wu Qun Da (Trung Quốc) - Vit Suthitnavil (Thái Lan) | - Pet Shop Boys |
| Nghệ sĩ biểu diễn quốc tế xuất sắc nhất                                       | |
| - BTS                                                                         | |

### Thảm đỏi
- Next Generation Asian Artist - Monsta X

- Best Asian Style - EXO